# Gospodje Falkenburški
Gospodje Valkenburški ali Falkenburški so izhajali iz Voerena in Heinsberga na širšem območju Aachna in so bili tesno povezani z vojvodami Limburgom, grofi Monschauskimi, gospodi Heinsberškimi in grofi Leiningenski-Dagsburškimi.
Prvi gospod Valkenburga po letu 1075 je bil Tibald Voerenski ali de Fouron, † 1106. Sprva je prebival v današnjem Oud-Valkenburgu, ki je bil prvič omenjen 15. februarja 1041 pod imenom Falchenberch v darilni listini nemškega cesarja Henrika III.. Ta Tibald Voerenski je zgradil grad Valkenburg, ki naj bi postal središče Valkenburškega gospostva. Gospodje Heinsberški so to gospostvo podedovali s poroko.
Grad je bil prvič uničen leta 1122, ker se je Gosvin I. Heinsberški in Valkenburški uprl cesarju Henriku V. Pod njegovim sinom Gosvinom II. je bil grad porušen na cesarjev ukaz. Naslednik, Gosvin III. je bil v zelo dobrih odnosih s cesarjem Friderikom Barbarosso, na čigar dvoru je pogosto bival.
Janez I., zadnji gospod Valkenburški, je umrl leta 1352. Imel je le ženske neposredne potomke. To je povzročilo nasledstveni spor o Valkenburgu (1352–1364), predvsem med upnikom Reinhardom Schönforstskim, ki je leta 1355 Valkenburg in Euskirchen prodal vojvodini Jülich. Leta 1357 je vojvoda Viljem Jülichski dal gospostvo Valkenburg povzdigniti v grofijo. Leta 1364 je prodal deželo Valkenburg Vaclavu I. Luksemburškemu, brabantskemu vojvodi. Tako je postal ena od dežel Übermaasa.
Ena od zgoraj omenjenih neposrednih potomk in pretendentk je bila Elisa Valkenburška, nuna v samostanu Reichenstein, kjer je pokopan tudi njen brat Janez I.. Dogodki so jo tako navdušili, da je zapustila samostan in se vrnila v Valkenburg, prepričana, da je gospa Valkenburška. Živela je v prepričanju kot »Devica brez glave«, ki ponoči tava po gradu v svoji premonstratski noši in žaluje za svojo izgubljeno dediščino.
Potomci Reinharda Schönforstskega so lahko obdržali gospostvo Monschau do izumrtja leta 1433. Simon III. Sponheimski - Viandenski pa je prevzel Sankt Vit in Bütgenbach.

## Pomembni člani družine
- Gosvin I. Valkenburški, prvi gospod Heinsberški in prvi gospod Valkenburški (omenjen 1085 –1. 4. 1128), gospod Heinsberga in Valkenburga.
  - Gerard I.,  gospod Heinsberški  († 1129), gospod Heinsberški in Gangeltski.
  - Gosvin II., gospod Valkenburški (1105–1168), gospod Valkenburški in od 1129 grof Heinsberški.
    - Gosvin III., gospod Valkenburški († okoli 1188), tudi upravitelj v severni Italiji.
      - Gosvin IV., gospod Valkenburški (1175 – 1217) (umrl brez otrok).

    - Filip I., kölnski nadškof, ustanovitelj volilnega kneza Kölna, graditelj mestnega obzidja Kölna.
    - Gotfrid, (1140 – 1188) podedoval gospostvo Heinsberg.
      - Adelajda Heinsberška, (1175 – 1217) por. Arnold Kleveški (1155 – 1201) podedovala Valkenburg  po smrti Gosvina IV. 
        - Ditrih I.  (1192 – 1228) gospod Heinsberški (1220) in Valkenburški (1217). 
          - Ditrih II. (1228–1268), do 1236 je njegova mati Beatrisa Kyrberg-Daunska gospa Valkenburška; poročen z Berto Limburško, dedinjo Monschaua.
            - Walram Rdeči (1245/1254 - 1302) gospod Valkenburški in Monschauski.
              - Ditrih III. (ok. 1270 - 1305) gospod Valkenburški (1302) in Monschauski.
              - Reinald (ok. 1283 - 1333) gospod Valkenburški (1305) in Monschauski, šerif Aachna.
                - Ditrih IV. (ok. 1310 - 1346) gospod Valkenburški (1333) in Monschauski.
                - Janez (ok. 1313 - 1352) gospod Valkenburški (1346) in Monschauski.
                - Beatrisa Valkenburška  (ok. 1316 - 1354) poročena z Ditrikom III. Brederodskim.

            - Marija, (1254 - )  poročena z Arnoldom Stein-Elsloojskim.
            - Beatriks Falkenburška (* 1253; † 1277), od leta 1269 tretja žena nemškega kralja Riharda Cornwallskega (1257–1272).

          - Engelbert 56 Kölnski nadškof (1261–1274).

## Spletne povezave
- Prispevki v mesečniku »Med Vennom in Schneiflom« od leta 1965